# Утакаманд
Утакаманд (Удагамандалам, Утакамунд, Ути; там. உதகமண்டலம் Utakamaṇṭalam [ˈuðəɡəmaɳɖəlʌm]; англ. Ooty, Ootacamund) — город в Индии, штат Тамилнад, административный центр района Нилгири. Один из самых популярных горных курортов Индии. Расположен на высоте 2240 м.

## Уроженцы
- Рейли, Патрик